# Football League Second Division
De Football League Second Division was een Engelse voetbalcompetitie. Van 1892 tot 1992 was dit de tweede hoogste klasse in het Engels voetbalsysteem. 
In 1992 werd de Premier League opgericht wat een administratieve splitsing veroorzaakte met de First Division. Van 1992/93 tot 2003/04 bleef het de tweede hoogste klasse van de Football League maar in de Engelse voetbalpiramide was het de derde hoogste klasse. Het werd nog gecompliceerder en na het seizoen 2003/04 werd de Second Divison en de Third Division opgeheven. Vanaf dat moment ontstonden de Football League One en Football League Two. 
De competitie werd in 1892 opgericht nadat de Football League en de Football Alliance fuseerden, de meeste clubs uit de Alliance waren medeoprichter van de Second Division. De competitie begon met 12 clubs en was bij het einde in 2004 verdubbeld, hieronder de uitbreiding.
- 1893 - 15 clubs
- 1894 - 16
- 1898 - 18
- 1905 - 20
- 1919 - 22
- 1987 - 23
- 1988 - 24

## Statistieken

### Aantal seizoenen in Second Division (1892-1992)
| Team                       | 90 | Jaren |
| -------------------------- | -- | --- |
| AFC Bournemouth            | 3  | 1987-1990 |
| Arsenal FC                 | 13 | 1893-1904, 1913-1915 |
| Aston Villa FC             | 10 | 1936-1938, 1959-1960, 1967-1970, 1972-1975, 1987-1988                                                                              |
| Barnsley FC                | 57 | 1898-1915, 1919-1932, 1934-1938, 1939-1940, 1946-1953, 1955-1959, 1981-1992                                                        |
| Birmingham City FC         | 37 | 1892-1894, 1896-1901, 1902-1903, 1908-1915, 1919-1921, 1939-1940, 1946-1948, 1950-1955, 1965-1972, 1979-1980, 1984-1985, 1986-1989 |
| Blackburn Rovers FC        | 34 | 1936-1939, 1948-1958, 1966-1971, 1975-1979, 1980-1992                                                                              |
| Blackpool FC               | 43 | 1896-1899, 1900-1915, 1919-1930, 1933-1937, 1967-1970, 1971-1978                                                                   |
| Bolton Wanderers FC        | 22 | 1899-1900, 1903-1905, 1908-1909, 1910-1911, 1933-1935, 1964-1971, 1973-1978, 1980-1983                                             |
| Bootle FC                  | 1  | 1892-1892 |
| Bradford AFC               | 23 | 1908-1914, 1921-1922, 1928-1940, 1946-1950                                                                                         |
| Bradford City AFC          | 23 | 1903-1908, 1922-1927, 1929-1937, 1985-1990                                                                                         |
| Brentford FC               | 9  | 1933-1935, 1947-1954 |
| Brighton & Hove Albion FC  | 15 | 1958-1962, 1972-1973, 1977-1979, 1983-1987, 1988-1992                                                                              |
| Bristol City FC            | 37 | 1901-1906, 1911-1915, 1919-1922, 1923-1924, 1927-1932, 1955-1960, 1965-1976, 1980-1981, 1990-1992                                  |
| Bristol Rovers FC          | 18 | 1953-1962, 1974-1981, 1990-1992 |
| Burnley FC                 | 32 | 1897-1898, 1900-1913, 1930-1940, 1946-1947, 1971-1973, 1976-1980, 1982-1983                                                        |
| Burton Swifts              | 9  | 1892-1901 |
| Burton United FC           | 6  | 1901-1907 |
| Burton Wanderers FC        | 3  | 1894-1897 |
| Bury FC                    | 38 | 1894-1895, 1912-1915, 1919-1924, 1929-1940, 1946-1957, 1961-1967, 1968-1969                                                        |
| Cambridge United FC        | 7  | 1978-1984, 1991-1992 |
| Cardiff City FC            | 32 | 1920-1921, 1929-1931, 1947-1952, 1957-1960, 1962-1975, 1976-1982, 1983-1985                                                        |
| Carlisle United FC         | 15 | 1965-1974, 1975-1977, 1982-1986 |
| Charlton Athletic FC       | 32 | 1929-1933, 1935-1936, 1957-1972, 1975-1980, 1981-1986, 1990-1992                                                                   |
| Chelsea FC                 | 19 | 1905-1907, 1910-1912, 1924-1930, 1962-1963, 1975-1977, 1979-1984, 1988-1989                                                        |
| Chesterfield FC            | 21 | 1899-1909, 1931-1933, 1936-1951 |
| Coventry City FC           | 19 | 1919-1925, 1936-1952, 1964-1967 |
| Crewe Alexandra FC         | 4  | 1892-1896 |
| Crystal Palace FC          | 20 | 1921-1925, 1964-1969, 1973-1974, 1977-1979, 1981-1989                                                                              |
| Darlington FC              | 2  | 1925-1927 |
| Darwen FC                  | 6  | 1892-1893, 1894-1899 |
| Derby County FC            | 31 | 1907-1912, 1914-1915, 1921-1926, 1953-1955, 1957-1969, 1980-1984, 1986-1987, 1991-1992                                             |
| Doncaster Rovers FC        | 14 | 1901-1903, 1904-1905, 1935-1937, 1947-1948, 1950-1958                                                                              |
| Everton FC                 | 4  | 1930-1931, 1951-1954 |
| Fulham FC                  | 49 | 1907-1915, 1919-1928, 1932-1940, 1946-1949, 1952-1959, 1968-1969, 1971-1980, 1982-1986                                             |
| Gainsborough Trinity FC    | 16 | 1896-1912 |
| Glossop North End AFC      | 16 | 1898-1899, 1900-1915 |
| Grimsby Town FC            | 42 | 1892-1901, 1903-1910, 1911-1915, 1919-1920, 1926-1929, 1932-1934, 1948-1951, 1956-1959, 1962-1964, 1980-1987, 1991-1992            |
| Hereford United FC         | 1  | 1976-1977 |
| Huddersfield Town FC       | 27 | 1910-1915, 1919-1920, 1952-1953, 1956-1970, 1972-1973, 1983-1988                                                                   |
| Hull City AFC              | 45 | 1905-1915, 1919-1930, 1933-1936, 1949-1956, 1959-1960, 1966-1978, 1986-1991                                                        |
| Ipswich Town FC            | 15 | 1954-1955, 1957-1961, 1964-1968, 1986-1992                                                                                         |
| Leeds City FC              | 10 | 1905-1915 |
| Leeds United FC            | 27 | 1920-1924, 1927-1928, 1931-1932, 1947-1956, 1960-1964, 1982-1990                                                                   |
| Leicester City FC          | 49 | 1894-1908, 1909-1915, 1919-1925, 1935-1937, 1946-1954, 1955-1957, 1969-1971, 1978-1980, 1981-1983, 1987-1992                       |
| Leyton Orient FC           | 41 | 1905-1915, 1919-1929, 1956-1962, 1963-1966, 1970-1982                                                                              |
| Lincoln City FC            | 34 | 1892-1908, 1909-1911, 1912-1915, 1919-1920, 1932-1934, 1948-1949, 1952-1961                                                        |
| Liverpool FC               | 11 | 1893-1894, 1895-1896, 1904-1905, 1954-1962                                                                                         |
| Loughborough FC            | 5  | 1895-1900 |
| Luton Town FC              | 39 | 1897-1900, 1937-1940, 1946-1955, 1960-1963, 1970-1974, 1975-1982                                                                   |
| Manchester City FC         | 22 | 1892-1899, 1902-1903, 1909-1910, 1926-1928, 1938-1947, 1950-1951, 1963-1966, 1983-1985, 1987-1989                                  |
| Manchester United FC       | 21 | 1894-1906, 1922-1925, 1931-1936, 1937-1938, 1974-1975                                                                              |
| Mansfield Town FC          | 1  | 1977-1978 |
| Middlesbrough FC           | 34 | 1899-1902, 1924-1927, 1928-1929, 1954-1966, 1967-1974, 1982-1986, 1987-1988, 1989-1992                                             |
| Middlesbrough Ironopolis   | 1  | 1893-1894 |
| Millwall FC                | 27 | 1928-1934, 1938-1940, 1946-1948, 1966-1975, 1976-1979, 1985-1988, 1990-1992                                                        |
| Nelson FC                  | 1  | 1923-1924 |
| New Brighton Tower FC      | 3  | 1898-1901 |
| Newcastle United FC        | 36 | 1893-1898, 1934-1940, 1946-1948, 1961-1965, 1978-1984, 1989-1992                                                                   |
| Newport County AFC         | 2  | 1939-1940, 1946-1947 |
| Northampton Town FC        | 3  | 1963-1965, 1966-1967 |
| Northwich Victoria FC      | 2  | 1892-1894 |
| Norwich City FC            | 20 | 1934-1939, 1960-1972, 1974-1975, 1981-1982, 1985-1986                                                                              |
| Nottingham Forest FC       | 37 | 1906-1907, 1911-1915, 1919-1922, 1925-1940, 1946-1949, 1951-1957, 1972-1977                                                        |
| Notts County FC            | 34 | 1893-1897, 1913-1914, 1920-1923, 1926-1930, 1931-1935, 1950-1958, 1973-1981, 1984-1985, 1990-1991                                  |
| Oldham Athletic AFC        | 33 | 1907-1910, 1923-1935, 1953-1954, 1974-1991                                                                                         |
| Oxford United FC           | 13 | 1968-1976, 1984-1985, 1988-1992 |
| Plymouth Argyle FC         | 33 | 1930-1940, 1946-1950, 1952-1956, 1959-1968, 1975-1977, 1986-1992                                                                   |
| Port Vale FC               | 35 | 1892-1896, 1898-1907, 1919-1929, 1930-1936, 1954-1957, 1989-1992                                                                   |
| Portsmouth FC              | 27 | 1924-1927, 1959-1961, 1962-1976, 1983-1987, 1988-1992                                                                              |
| Preston North End FC       | 31 | 1901-1904, 1912-1913, 1914-1915, 1925-1934, 1949-1951, 1961-1970, 1971-1974, 1978-1981                                             |
| Queens Park Rangers FC     | 13 | 1948-1952, 1967-1968, 1969-1973, 1979-1983                                                                                         |
| Reading FC                 | 7  | 1926-1931, 1986-1988 |
| Rotherham Town FC          | 3  | 1893-1896 |
| Rotherham United FC        | 19 | 1951-1968, 1981-1983 |
| Scunthorpe United FC       | 6  | 1958-1964 |
| Sheffield United FC        | 26 | 1892-1893, 1934-1939, 1949-1953, 1956-1961, 1968-1971, 1976-1979, 1984-1988, 1989-1990                                             |
| Sheffield Wednesday FC     | 27 | 1899-1900, 1920-1926, 1937-1940, 1946-1950, 1951-1952, 1955-1956, 1958-1959, 1970-1975, 1980-1984, 1990-1991                       |
| Shrewsbury Town FC         | 10 | 1979-1989 |
| South Shields FC           | 9  | 1919-1928 |
| Southampton FC             | 35 | 1922-1940, 1946-1953, 1960-1966, 1974-1978                                                                                         |
| Southend United FC         | 6  | 1991-1997 |
| Stockport County FC        | 22 | 1900-1915, 1919-1921, 1922-1926, 1937-1938                                                                                         |
| Stoke City FC              | 30 | 1907-1908, 1919-1922, 1923-1926, 1927-1933, 1953-1963, 1977-1979, 1985-1990                                                        |
| Sunderland AFC             | 20 | 1958-1964, 1970-1976, 1977-1980, 1985-1987, 1988-1990, 1991-1992                                                                   |
| Swansea City AFC           | 35 | 1925-1940, 1946-1947, 1949-1965, 1979-1981, 1983-1984                                                                              |
| Swindon Town FC            | 12 | 1963-1965, 1969-1974, 1987-1992 |
| Tottenham Hotspur FC       | 17 | 1908-1909, 1919-1920, 1928-1933, 1935-1950, 1977-1978                                                                              |
| Tranmere Rovers FC         | 2  | 1938-1939, 1991-1992 |
| Walsall FC                 | 11 | 1892-1895, 1896-1901, 1961-1963, 1988-1989                                                                                         |
| Watford FC                 | 10 | 1969-1972, 1979-1982, 1988-1992 |
| West Bromwich Albion FC    | 25 | 1901-1902, 1904-1911, 1927-1931, 1938-1940, 1946-1949, 1973-1976, 1986-1991                                                        |
| West Ham United FC         | 29 | 1919-1923, 1932-1940, 1946-1958, 1978-1981, 1989-1991                                                                              |
| Wimbledon FC               | 2  | 1984-1986 |
| Wolverhampton Wanderers FC | 29 | 1906-1915, 1919-1923, 1924-1932, 1965-1967, 1976-1977, 1982-1983, 1984-1985, 1989-1992                                             |
| Wrexham AFC                | 4  | 1978-1982 |
| York City FC               | 2  | 1974-1976 |